# Nucet

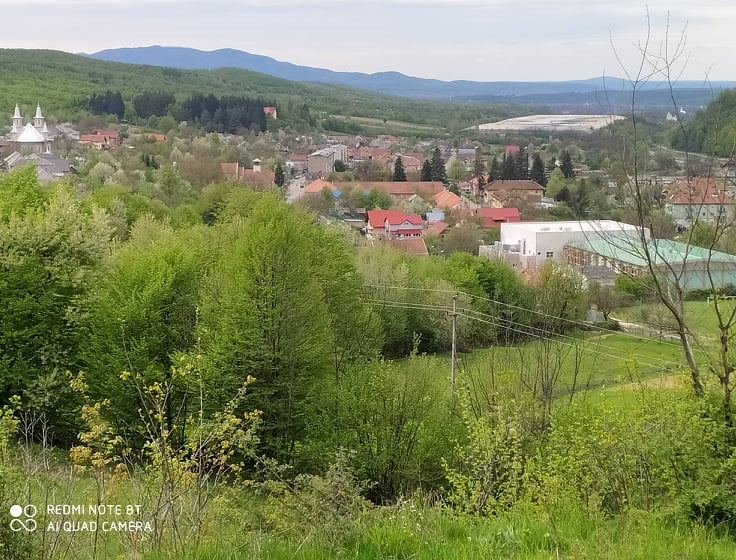
Imagem da cidade de Nucet

Nucet é uma cidade da Roménia com 2851 habitantes, localizada no județ (distrito) de Bihor.